# Чикирлеу (комуна)
Чикирлеу (рум. Cicârlău) — комуна у повіті Марамуреш в Румунії. До складу комуни входять такі села (дані про населення за 2002 рік):
- Ілба (1412 осіб)
- Биргеу (280 осіб)
- Хандалу-Ілбей (487 осіб)
- Чикирлеу (1834 особи) — адміністративний центр комуни

Комуна розташована на відстані 417 км на північний захід від Бухареста, 13 км на захід від Бая-Маре, 102 км на північ від Клуж-Напоки.

## Населення
За даними перепису населення 2002 року у комуні проживали 4013 осіб.
Національний склад населення комуни:
| Національність   | Кількість осіб | Відсоток |
| ---------------- | -------------- | -------- |
| румуни           | 3930           | 97,9%    |
| угорці           | 78             | 1,9%     |
| росіяни-липовани | 1              | < 0,1%   |
| серби            | 1              | < 0,1%   |
| євреї            | 1              | < 0,1%   |

Рідною мовою назвали:
| Мова             | Кількість осіб | Відсоток |
| ---------------- | -------------- | -------- |
| румунська        | 3940           | 98,2%    |
| угорська         | 68             | 1,7%     |
| німецька         | 2              | < 0,1%   |
| російська        | 1              | < 0,1%   |
| сербська         | 1              | < 0,1%   |
| єврейська (їдиш) | 1              | < 0,1%   |

Склад населення комуни за віросповіданням:
| Релігія        | Кількість осіб | Відсоток |
| -------------- | -------------- | -------- |
| православні    | 3366           | 83,9%    |
| греко-католики | 191            | 4,8%     |
| п'ятдесятники  | 165            | 4,1%     |
| римо-католики  | 158            | 3,9%     |
| реформати      | 40             | 1,0%     |
| бретрени       | 18             | 0,4%     |
| старообрядці   | 15             | 0,4%     |
| баптисти       | 13             | 0,3%     |
| мусульмани     | 2              | < 0,1%   |
| адвентисти     | 1              | < 0,1%   |
| унітарії       | 1              | < 0,1%   |
| юдеї           | 1              | < 0,1%   |